# 白川郷

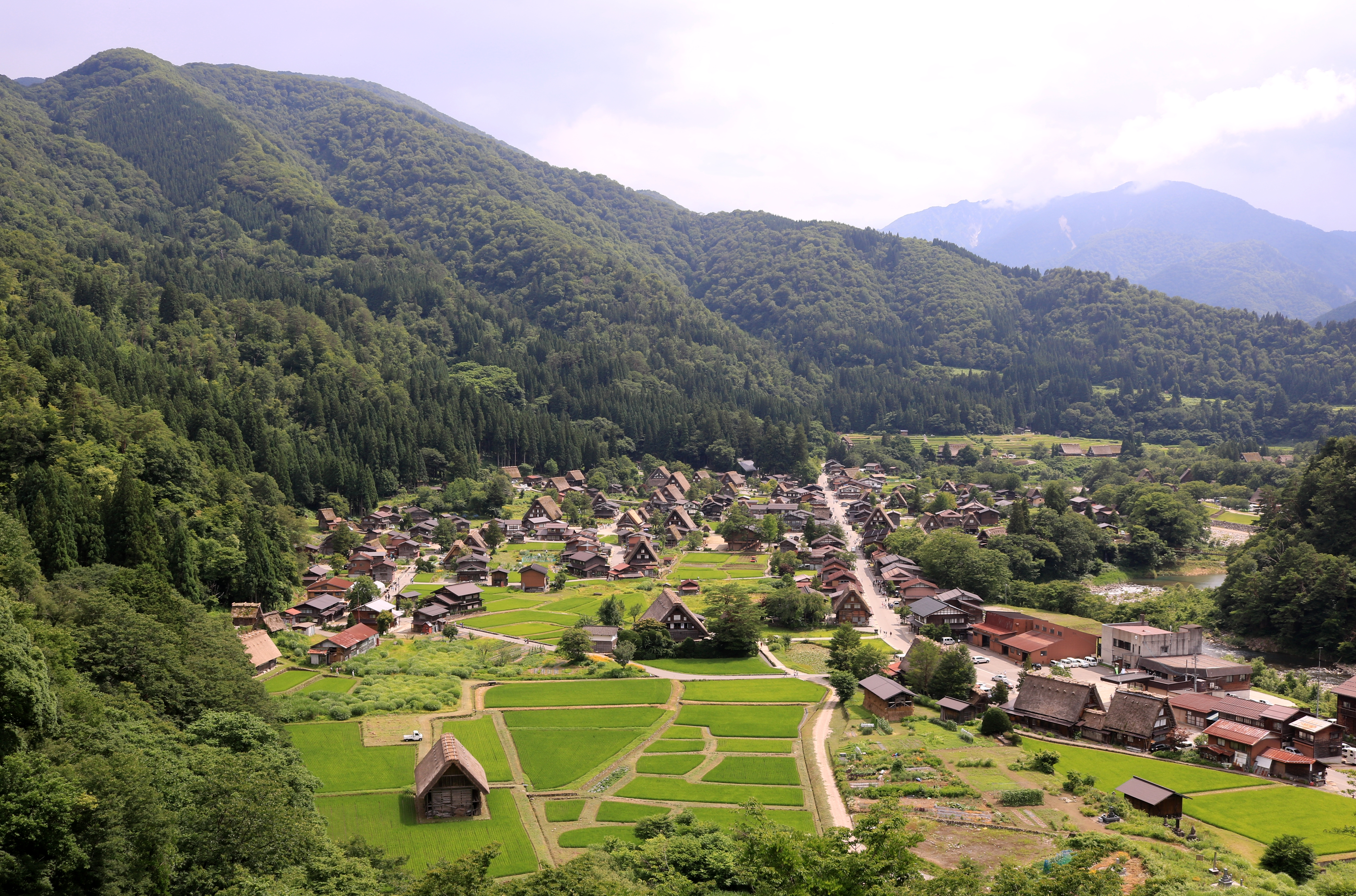
荻町地区全景

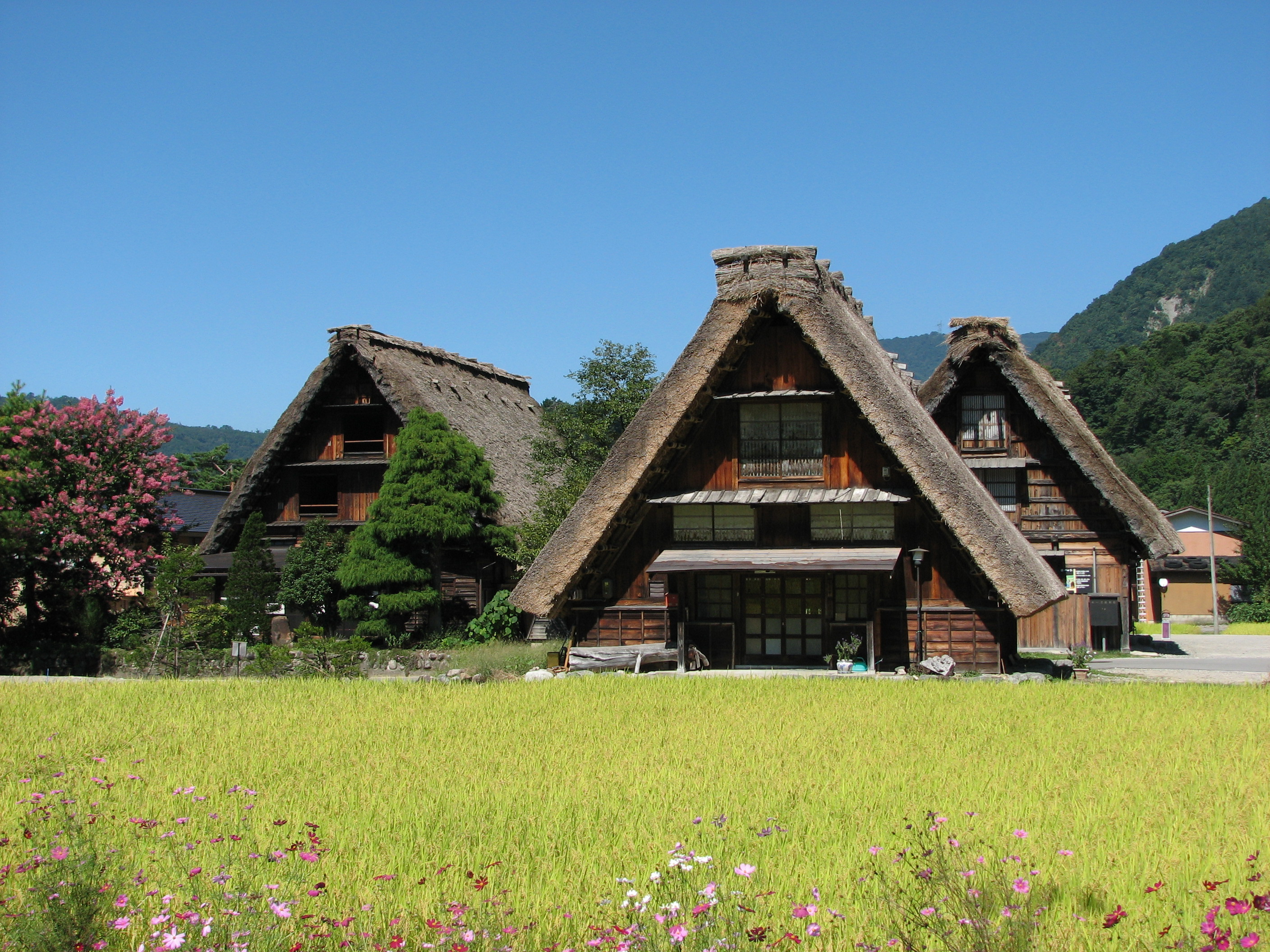
合掌造り

白川郷（しらかわごう）は、岐阜県北西部の庄川流域の呼称で、白山の東麓に当たる。すぐ下流の富山県南西部の五箇山と共に、合掌造りの家屋があることで名高い。

## 概要
大野郡白川村と高山市荘川町（旧荘川村）および高山市清見町（旧清見村）の一部に相当し、白川村を「下白川郷」、他を「上白川郷」と呼ぶ。今日では白川村のみを指すことが多い。
白川郷の荻町地区は合掌造りの集落で知られる。独特の景観をなす集落が評価され、1976年重要伝統的建造物群保存地区として選定、1995年には五箇山（相倉地区、菅沼地区）と共に白川郷・五箇山の合掌造り集落として、ユネスコの世界遺産（文化遺産）に登録された。
白川郷の荻町地区は、今も実生活の場として使われているところに価値があり、それが他地域の合掌民家集落と違うところである。「世界遺産白川郷合掌造り保存財団」などがその保存にあたっている。毎年1月と2月頃の週末には夜間ライトアップが行われる。なお、2019年からライトアップ見学は完全予約制となった。
白川郷は五箇山と共に「平家落人伝説」があるが、はっきりとしたことは分らない。

## 公開施設・名所
- 合掌造り民家園 - 野外博物館。県の重要文化財が9棟ある。
- 和田家住宅 - 国の重要文化財
- 明善寺 - 庫裏と鐘楼門は県の重要文化財となっている。
  - 明善寺郷土館
- 長瀬家住宅
- 神田家住宅
- 焔仁美術館
- じ・ば工房
- どぶろく祭りの館

## 周辺
- 道の駅白川郷
- 白川郷の湯（宿泊・日帰り温泉）

## 交通

### 自動車
- 東海北陸自動車道 白川郷インターチェンジからすぐ。名古屋市から約2時間15分、岐阜市から約2時間、高山市から約50分、富山市から約1時間15分。
- 国道156号で岐阜市から約3時間、高山市から約2時間。
- 白山白川郷ホワイトロード（旧白山スーパー林道）の、岐阜県側の入口が当地にあたる。

### 路線バス
下記路線を利用。いずれも白川郷バスターミナル下車。
鉄道駅から
- 高山濃飛バスセンター（高山駅）より、濃飛乗合自動車（濃飛バス）・北陸鉄道（北鉄バス）・富山地方鉄道（富山地鉄バス）・加越能バス・イルカ交通が1日に21（平日は22）往復運行している（下記の下呂・富山・金沢・高岡発着便を含む）。
- 下呂駅前より、高山経由で濃飛バスが1日に1往復運行している。
- 富山駅前より、富山地鉄バス・濃飛バスが1日に6往復運行している。
- 金沢駅前より、北鉄バス・濃飛バスが1日に10往復運行している。
- 高岡駅前より、新高岡駅経由で加越能バス・イルカ交通・濃飛バスの高速バスと、加越能バス「世界遺産バス」がそれぞれ1日5往復運行している。
- 城端駅前より、加越能バス「世界遺産バス」が1日に6（土休日は9）往復運行している（上記の高岡発着便を含む）。
- 名鉄バスセンター（名鉄名古屋駅）より岐阜乗合自動車（岐阜バス）「高速名古屋白川郷線」が1日に4往復している。

空港から
- 富山空港より、富山地鉄バスが1日に2往復運行している。

## フィクションにおける聖地
映画
- 砂の器（監督：野村芳太郎・松竹・1974年製作）

テレビドラマ
- 最愛（TBSテレビ）

ゲーム
- 『ひぐらしのなく頃に』 - 作中の舞台である雛見沢村のモデルとして登場した。

## その他

### ドキュメンタリー
- NHK特集「奥飛騨白川郷 〜合掌屋根を葺く〜」（1982年、NHK）[6]